# Extreme Makeover - Belli per sempre
Extreme Makeover - Belli per sempre è stato un reality show trasmesso da Rai 2 e dal canale satellitare Fox Life nel 2004. Si tratta in realtà di un reality show statunitense, trasmesso a partire dal 2002 dall'emittente ABC (55 puntate col titolo Extreme Makeover) e poi doppiato in italiano.
La serie, trasmessa negli Stati Uniti dalla ABC e proposta in molte nazioni estere, è stata ufficialmente cancellata dal palinsesto il 15 maggio del 2007, mentre continua la produzione del suo spin-off Extreme Makeover: Home Edition (coprodotto con l'olandese Endemol), giunto all'ottava stagione nel 2010/11.
Il reality show segue la trasformazione di persone comuni, non soddisfatte del proprio aspetto fisico, che cercano di migliorarlo ricorrendo ad allenamento fisico, chirurgia plastica e trattamenti di bellezza per un periodo di otto settimane
A causa di diverse polemiche su Rai 2 sono andate in onda soltanto due puntate del reality show, trasmesse in seconda serata. I restanti episodi doppiati in italiano sono stati in seguito trasmessi sul canale satellitare Fox Life.

## Nazioni in cui è avvenuta la trasmissione e relative emittenti
- Australia: Nine Network
- Bulgaria: Nova Television con il titoloПълна промяна
- Croazia: Nova TV Pod nož
- Estonia: TV3 Totaalne muutumine
- Finlandia: Nelonen Hurja Muodonmuutos
- Francia: Teva Relooking Extreme, TMC Monte Carlo Extreme Makeover, les maçons du coeur
- Grecia: ERT
- Germania: DMAX Das Hausbau-Kommando
- Italia: Rai 2, Fox Life, La5
- America Latina: People+Arts Extreme Makeover
- Malaysia: 8TV
- Paesi Bassi: Net5
- Norvegia: TV Norge
- Filippine: Q
- Panama: Telemetro Cambio Radical
- Polonia: Polsat Dom nie do poznania
- Portogallo: People+Arts Extreme Makeover-Reconstrução total
- Russia: TNT Возможности пластической хирургии
- Slovenia: Kanal A Popolna preobrazba
- Spagna: Antena 3 (Spagna) Cambio Radical
- Svezia: Kanal 5
- Turchia: Elmax TV Beni Baştan Yarat
- Regno Unito: LIVING Extreme Makeover
- Stati Uniti d'America: Style Network (repliche)